# Karel Buls

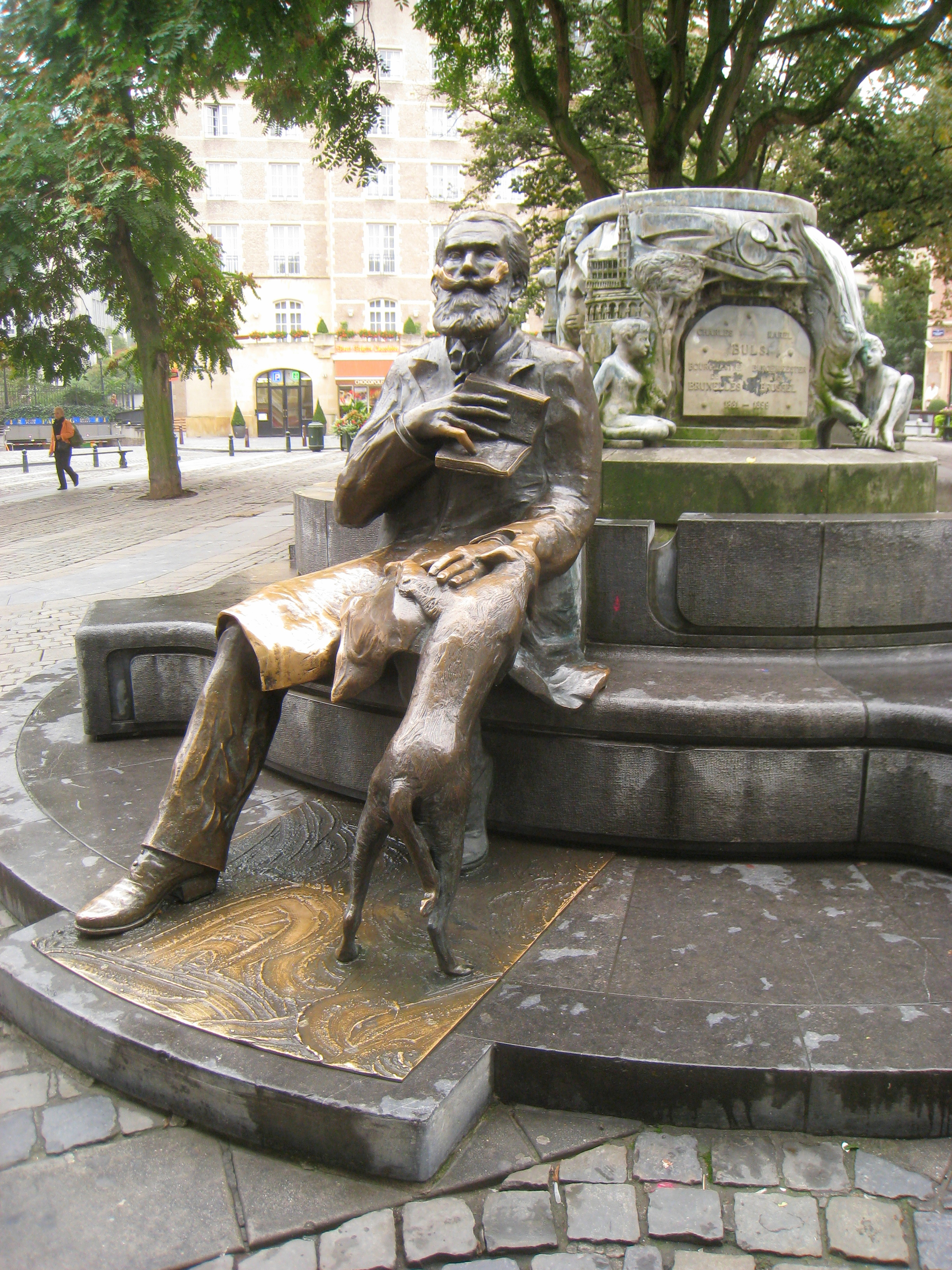
Fontein van Karel Buls op de Grasmarkt in Brussel

Karel Frans Gommaar Buls (Frans: Charles François Gommaire Buls; Brussel, 13 oktober 1837 – Elsene, 13 juli 1914) was een Belgisch liberaal politicus en burgemeester van de stad Brussel.

## Jeugd en opleiding
Karel Buls was de zoon van een Mechelse goudsmid die een juwelierszaak uitbaatte op de Grasmarkt in Brussel. Reeds op jonge leeftijd ontwikkelde Karel een sterke interesse in kunst en cultuur. Hij bracht vanwege zijn zwakke gezondheid zijn eerste levensjaren door op het kasteel Caestert van zijn oom in het Limburgse Klein-Ternaaien. Hier werd hij onderwezen door een privéleraar. Hij genoot een artistieke opleiding aan het Brusselse atheneum, met als doel zijn vader te kunnen opvolgen als edelsmid. In het atelier van Jules Léonard kreeg hij lessen beeldhouwkunst en tekenen. In het kader van zijn opleiding ondernam hij ook enkele reizen naar belangrijke kunststeden. Negen maanden lang verbleef Buls in Italië, onder andere in Rome en Firenze. Later zou hij nog een jaar in Parijs verblijven. Omdat het gezin deel uitmaakte van de gegoede middenklasse werd er ten huize Buls naast Nederlands ook veel Frans gesproken. Karel studeerde daarbij ook verschillende talen, waaronder Engels, Duits, Italiaans en Latijn.

## Politieke en maatschappelijke visies
Zoals gepland trad Buls in de voetsporen van zijn vader en nam diens juwelierszaak over, waar hij zou blijven werken tot 1878. Intussen hield hij zich echter ook bezig met verschillende andere activiteiten. Naast zijn alomtegenwoordige interesse in de kunsten hield Buls er ook duidelijke politieke visies op na. In 1870 probeerde hij voor de liberale scheurlijst Fédération Progressiste verkozen te geraken tot gemeenteraadslid van Brussel, maar dat mislukte. Het was pas in 1877 dat hij voor de Liberale Partij verkozen geraakte in de Brusselse gemeenteraad. Van 1879 tot 1881 was hij schepen van onderwijs in Brussel.
Van 1882 tot 1884 en van 1886 tot 1894 zetelde hij voor het arrondissement Brussel in de Kamer van volksvertegenwoordigers. Brussel, voordien een liberaal bastion, was meer een strijdplek tussen liberalen en katholieken geworden. Buls werd in juni 1882 nipt verkozen voor een van twee nieuwe zetels in Brussel. In juni 1884 werden de liberalen verslagen door de katholieken. Op 11 mei 1886 waren Buls, mede-liberaal Paul Janson en katholiek Camille Jacmart kandidaat bij een buitengewone verkiezing. Op 18 mei 1886 vond een tweede ronde (ballotage) plaats tussen Buls en Jacmart, waarbij Buls werd verkozen.
Buls was een progressieve Vlaamsgezinde liberaal die kenmerkend was voor het Brusselse liberalisme aan het einde van de 19de eeuw. Hij speelde een erg belangrijke rol in de schoolstrijd en de Vlaamse emancipatie in Brussel.

### Onderwijs
Een van de belangrijkste strijdpunten van Buls was het onderwijs, dat destijds nog volledig in katholieke handen was (zie de schoolstrijd). Hij ijverde niet enkel voor onafhankelijke en neutrale scholen, maar was ook voorstander van de leerplicht en het Nederlandstalig onderwijs in Brussel. De sociale kwestie lag hem ook nauw aan het hart.
Bij een reis naar Amsterdam maakte hij kennis met de Maatschappij tot Nut van 't Algemeen, een organisatie die zich inzette voor het algemeen welzijn, waaronder het onderwijs. Buls’ ervaringen met deze organisatie resulteerden in 1864 tot de oprichting van de ‘Ligue de L’Enseignement’, een initiatief ter bestrijding van analfabetisme en hervorming van het onderwijs. In 1875 kwam dit tot uiting in het concept van de 'laïcistische modelschool’, een school die werkte volgens Buls’ moderne opvattingen rond educatie en opvoeding. De leerlingen kregen er les in twee talen, hadden er lichamelijke opvoeding en moesten er worden klaargestoomd voor het hoger onderwijs. Een belangrijk element hierin was ook de emancipatie van de lagere klassen, die via gelijk onderwijs meer kansen moesten krijgen. Door zijn toenemende politieke activiteiten stopte Buls uiteindelijk met zijn juwelierszaak en werd hij in 1878 schooldirecteur.
Toen de katholieke regering-Malou in 1884 de positie van de Katholieke Kerk in het onderwijs verstevigde, nam hij het initiatief tot een Eedverbond der Gemeenten, waarbij de liberale gemeenten beloofden hun officiële scholen niet te sluiten. Door het invoeren van het verplichte onderwijs wilde hij de arbeiders emanciperen om zo de sociale problemen aan te pakken. Ook was Buls de voorzitter van het Brusselse Willemsfonds. Hij vond dat de afdelingen van dit fonds moesten werken aan de maatschappelijke vraagstukken, aan het creëren van instellingen van algemeen volksnut en aan de organisatie van middenstanders en arbeiders.

### Vrijmetselarij
Buls was een echte liberaal met een antiklerikaal gedachtegoed, dat vooral in zijn visie op onderwijs tot uiting kwam. Hij trok hiermee ook de aandacht van de Loge en trad in 1862 toe tot het Franstalige vrijmetselaarsatelier Les vrais amis (deel van het Grootoosten van België). Negen jaar later trad hij toe tot het atelier "La libre pensée", om in 1878 achtbare meester te worden van Les Amis Philanthropes de Bruxelles.

### Flamingantisme
Als zoon van een Vlaamse smid had Buls het Nederlands als moedertaal. Brussel was als hoofdstad van België overwegend Franstalig. Het volledige onderwijs gebeurde in het Frans en zeker in de meer gegoede kringen was dit de voertaal. In de jaren ’60 en ’70 van de 19de eeuw werd Karel Buls actief binnen de Vlaamse Beweging. Hij werd samen met zijn schoonbroer, Léon Vanderkindere (later burgemeester van Ukkel) lid van zowel "de Veldbloem" als “Vlamingen vooruit”, twee belangrijke Vlaamsgezinde verenigingen. Een belangrijke noot is dat de Vlaamse Beweging destijds nog geen separatistische doelen had. Het belangrijkste strijdpunt betrof toen een gelijkstelling van het Nederlands en het Frans in België. Bij Buls zou dit vooral tot uiting komen bij zijn steun voor het Nederlandstalig onderwijs te Brussel. Als burgemeester bouwde hij in Brussel, dat snel aan het verfransen was, een deels Nederlandstalig onderwijsnet van overheidsscholen uit (de zogenaamde "transmutatieklassen"). Het Hoofdstedelijk atheneum Karel Buls in Laken werd naar hem genoemd. Met de Tweede Vlaamsche Hoogeschoolcommissie ijverde hij tevens voor de vernederlandsing van het hoger onderwijs.
Karel Buls stond ook aan de wieg van de Koninklijke Vlaamse Schouwburg. Hier zorgde hij op 13 oktober 1887 bovendien voor een koninklijke primeur. De Belgische vorst Leopold II hield er toen op aandringen van Buls een korte toespraak in het Nederlands. Dit waren zover bekend de eerste Nederlandstalige woorden die een Belgische koning uitsprak. Ook bij de inwijding van het gerestaureerde stadhuis van Brussel wisselde de koning enkele Nederlandse woorden met Buls.

## Burgemeesterschap

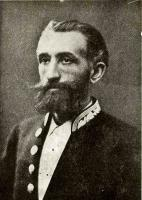
Karel Buls (1881)

In 1881 volgde Karel Buls Felix Vanderstraeten op als burgemeester van Brussel. Hij zou de volgende 18 jaar de rol van burgervader op zich nemen. In 1899 nam hij ontslag.
Zijn politieke engagement zou hij doorheen zijn bestuur blijven volhouden. Zo bleef hij zich inzetten voor de tweetaligheid in Brussel. Ambtenaren moesten de Brusselaars in beide landstalen kunnen te woord staan en de tweetalige straatnaamborden werden ingevoerd. Hij benaarstigde daarnaast ook een modernisering van de stad en verbetering van de leefomstandigheden voor de armste inwoners. Hierdoor raakte hij meermaals in aanvaring met conservatieve katholieken en soms zelfs met partijgenoten. Hij had echter ook regelmatig conflicten met de socialisten en in 1893 werd hij tijdens een betoging voor het algemeen stemrecht geraakt door een man met een wandelstok.

### ‘Burgemeester - Estheticus’

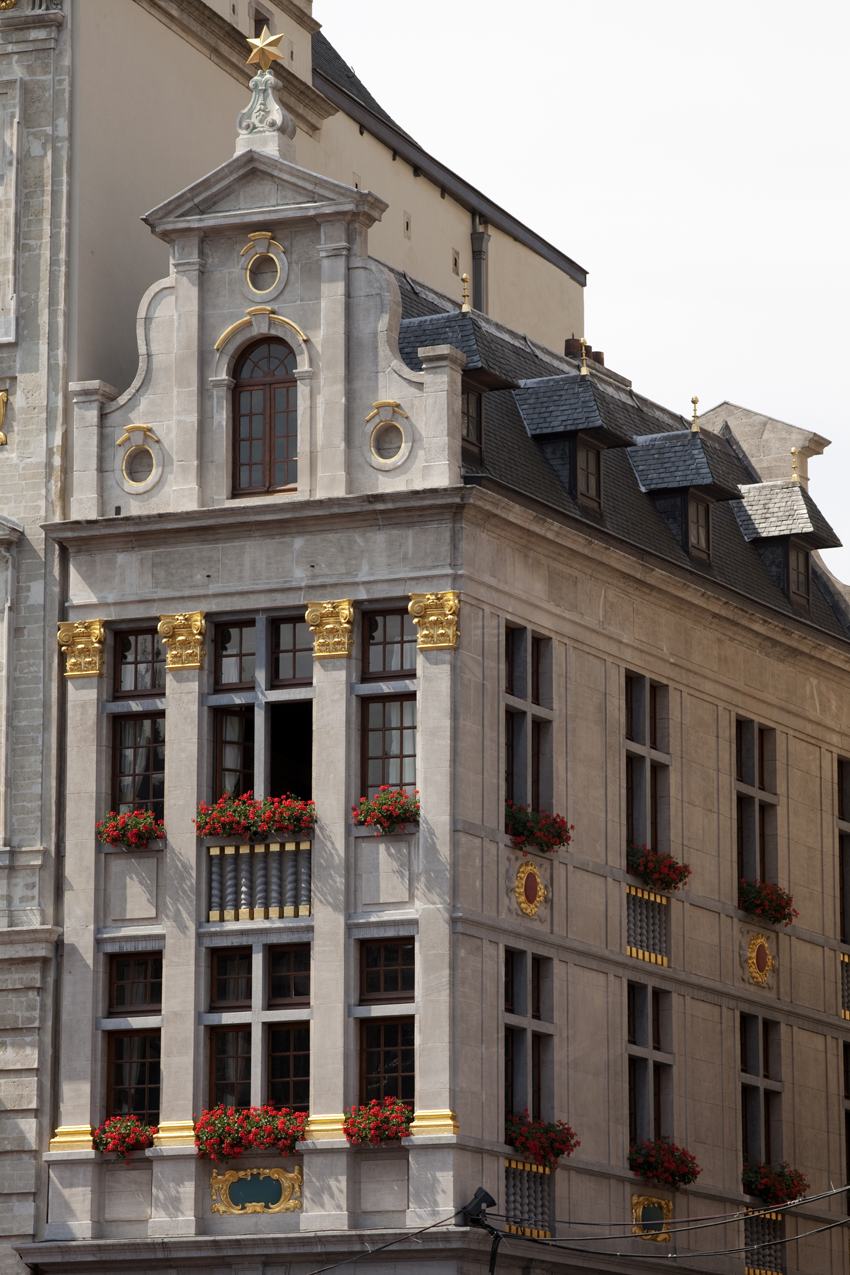
Gildenhuis De Sterre, gereconstrueerd in opdracht van Karel Buls

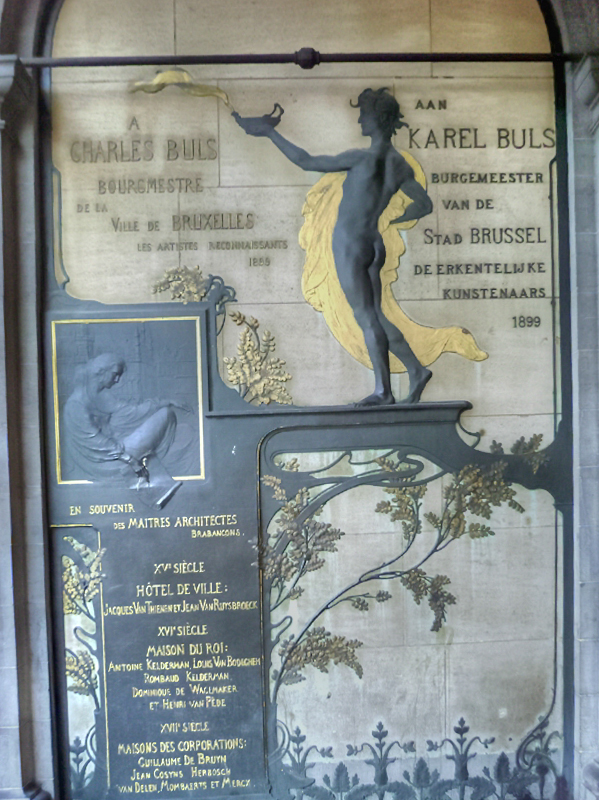
Monument ter ere van Karel Buls op de Grote Markt in Brussel.

Buls’ burgemeesterschap vond plaats in een periode van groeiende welvaart en vooruitgang, die later bekend zou staan als de Belle époque. Geheel in deze tijdsgeest kon hij zijn visies op cultuur, architectuur en urbanisme de vrije loop geven. Buls zou bekend worden als burgemeester–estheticus, door zijn persoonlijke benadering op de stedenbouw. Hoewel hij nooit specifieke studies in deze richting gevolgd had publiceerde hij wel verschillende werken, waarvan 'L’esthétique des villes' (1893) ongetwijfeld het bekendste is. In deze bundel, die een sterke internationale populariteit genoot, beschreef Buls zijn voorliefde voor organisch gegroeide steden. Hij vond naast hygiëne, mobiliteit en functionaliteit ook schoonheid een belangrijk aspect van de stad. Meermaals uitte hij kritiek op grote en bombastische bouwprojecten. In zijn visie moest stadsplanning op een organische en dynamische wijze gebeuren. De pittoreskheid van het oude Brussel moest in de verf worden gezet en hierom vond hij restauratie belangrijker dan sloop. Voor verschillende architecten en stadsplanners, waaronder Paul Hankar, vormde ‘L’esthétiqe des villes’ een belangrijke inspiratiebron. De art nouveau in Brussel kwam in de jaren ’90 van de negentiende eeuw ook niet toevallig in Brussel op als vooruitstrevende nieuwe architectuurstijl. Vele nieuwe gebouwen werden tijdens de legislatuur van Buls opgetrokken in verschillende stijlen.
Het bekendst werd hij echter door het redden van vele historische gebouwen die anders onder de sloophamer verdwenen zouden zijn. In de 19de eeuw verdwenen grote delen van het middeleeuwse Brussel ten koste van grote bouwprojecten als de Overwelving van de Zenne en de bouw van het justitiepaleis. Ook elders verdween veel eeuwenoude architectuur. Reeds voor zijn burgemeesterschap was Buls actief betrokken bij het restaureren en reconstrueren van oude gebouwen. Zo liet hij samen met toenmalig burgemeester Jules Anspach het Broodhuis op de Grote Markt heropbouwen in zijn zestiende-eeuwse vorm. Verder werden ook de Zwarte Toren (deel van de eerste stadsomwalling van Brussel) gerestaureerd, net als tientallen andere gebouwen. Vooral van de historische reconstructie van de Grote Markt van Brussel maakte hij tijdens zijn burgemeesterschap een belangrijk punt. de Sterre, een gildehuis naast het Stadhuis, was in 1852 gesloopt om plaats te maken voor het toenemende verkeer. Buls liet het in 1897 heropbouwen met een zuilengalerij, zodat het verkeer toch nog door kon. Onder dit gebouw werd een gedenkplaat geplaatst, onder andere ontworpen door Victor Horta, ter ere van de burgemeester. De straat tussen De Sterre en het Stadhuis draagt ook de naam Karel Bulsstraat. Ook het stadhuis zelf werd grondig gerestaureerd.
Karel Buls was fier op zijn stad en liet honderden foto’s en schilderijen van Brussel maken tijdens zijn burgemeesterschap. Kunstschilder Jacques Carabain maakte tussen 1894 tot 1897 in totaal 59 aquarellen van Brusselse achterwijken, die volgens de burgervader het meest de pittoreske Brusselse sfeer uit. Buls zette zich ook op andere vlakken in voor kunst en cultuur, wat duidelijk wordt door zijn banden met de KVS en verschillende kunstinitiatieven zoals de Maison d'Art. Hij zette zich ook in voor de folklore van de stad.

### Rivaliteit met Leopold II
Tijdens de regeerperiode van Karel Buls kende Brussel nog iemand met grote urbanistische ambities. Koning ‘bouwheer’ Leopold II hield er echter geheel andere stedenbouwkundige visies op na als de burgemeester. Voor de vorst moest de hoofdstad grandeur en rijkdom uitstralen, met grote boulevards en monumentale architectuur en rechtlijnige perspectieven, naar Parijs' voorbeeld. Dit stond lijnrecht tegenover de organische stadsplanning van Buls. Het esthetisch conservatisme van Buls verhinderde niet dat hij programmatisch een modernist was, met name op het vlak van morfologische zonering en functionele modernisering. Hij pleitte voor onderscheiden wijken die optimaal verbonden waren door een intensief tramnet, maar met respect voor de organisch gegroeide stad.
Bij de bouw van het justitiepaleis was gebleken dat Leopold II er niet voor terugdeinsde om oude stadswijken te slopen voor prestigieuze bouwprojecten. Het feit dat vanaf de jaren 90 van de 19de eeuw deze gebouwen werden gefinancierd met geld uit de Kongo-Vrijstaat zorgde voor nog meer ongenoegen bij de filantroop Buls. De aanleg van de Kunstberg zorgde uiteindelijk voor een escalatie van de onvrede die tot het ontslag van Buls als burgemeester zou leiden. Oorspronkelijk bevond zich op deze plaats, gelegen tussen het koninklijk paleis en de Grote Markt, de oude Brusselse Sint-Rochuswijk. Deze wijk, bestaande uit drie paleizen en verschillende middeleeuwse huisjes, was gebouwd op een helling die bekend stond als de Hofberg. Leopold II had echter zijn zinnen gezet op deze helling en wilde haar ombouwen tot het culturele hart van de Belgische staat. Hij noemde het de Mont des Arts, of Kunstberg. Hier zou een kolossaal gebouw moeten komen dat hoog boven de wijk uittorende. Van deze plannen kwam uiteindelijk niets in huis, maar de wijk werd wel stuk voor stuk afgebroken. Enkel twee paleizen, het Paleis van Karel van Lotharingen en het Granvellepaleis (gesloopt in 1931) bleven staan. Het terrein bleef hierna jarenlang braak liggen. Over de herbestemming ervan bestond er grote onvrede tussen de koning en de burgemeester. Niet enkel was er een eeuwenoude wijk volledig verdwenen, ook zou er een enorm gebouw voor in de plaats komen. Op 16 december 1899 nam Karel Buls ostentatief ontslag als burgemeester. De Kunstberg zou uiteindelijk in 1910 worden omgevormd tot een park.

## Latere leven

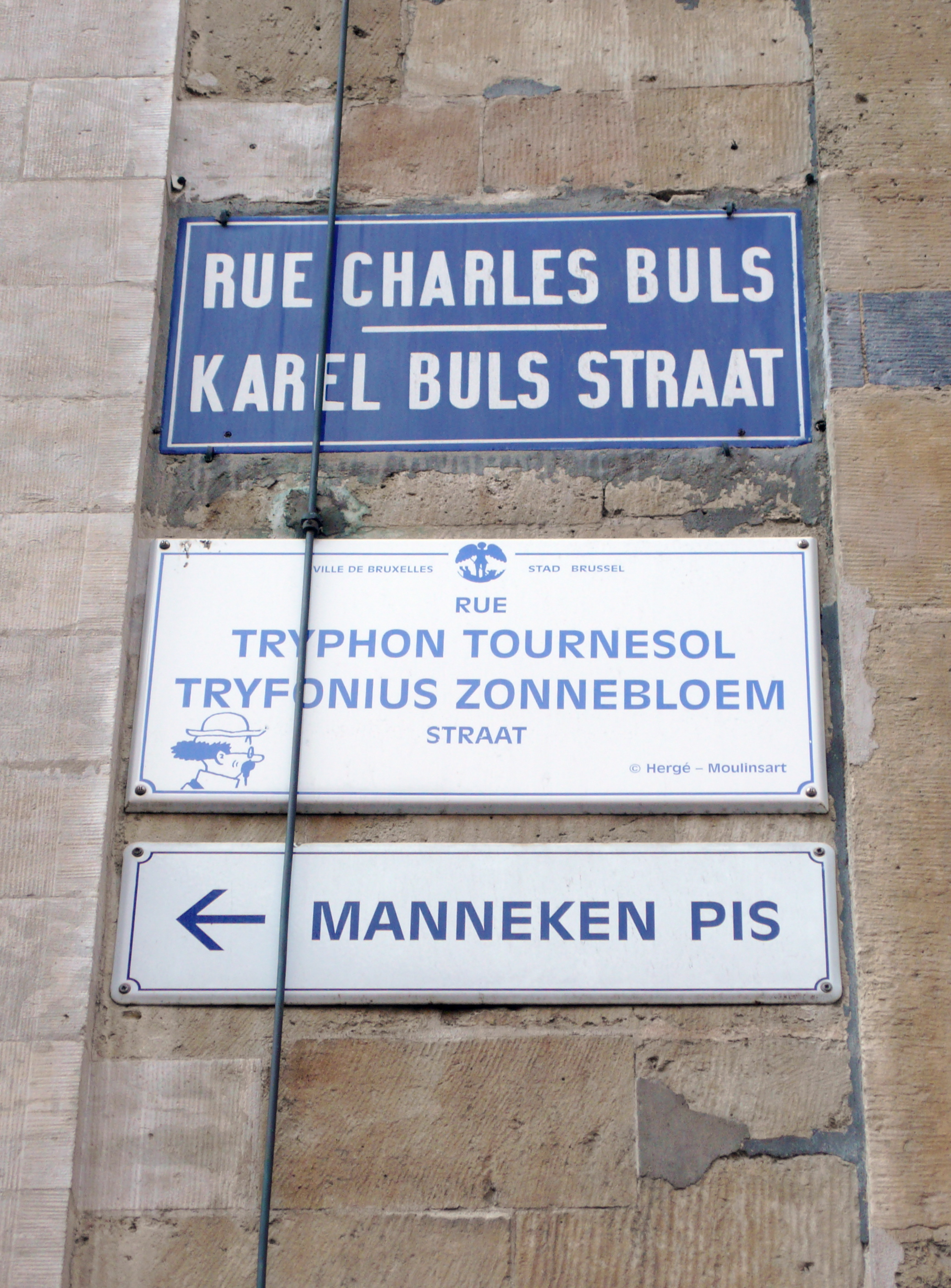
Karel Bulsstraat, vernoemd naar de Burgemeester

Na zijn ontslag als burgemeester trok Buls zich grotendeels terug uit de politiek. Hij bleef echter wel actief binnen verschillende verenigingen. In de jaren na zijn burgemeesterschap werd hij erevoorzitter van het Willemsfonds, voorzitter van de vrienden van het Zoniënwoud en bleef tot het eind van zijn leven culturele voordrachten houden. Ook zijn inzet voor het onderwijs verminderde niet: hij werd in 1905 voorzitter van de ‘Ligue de L’Enseignement’.
Buls besteedde de laatste jaren van zijn leven vooral aan reizen en cultuur. Hij werd een echte wereldreiziger en trok door Afrika en Azië. Op uitnodiging van koning Chulalongkorn trok hij ook naar Thailand (toen nog Siam geheten), een reis waarover hij uitgebreid verslag gaf in zijn werk Croquis siamois, récit de voyage illustré (1901). De koning van Siam was naar eigen zeggen een bewonderaar van Buls en bood hem zelfs de burgemeestersjerp van Bangkok aan.
Op 13 juli 1914, enkele dagen voor het uitbreken van de Eerste Wereldoorlog overleed Buls aan een beroerte tijdens een diner met vrienden. Hij werd nog even gereanimeerd maar overleed uiteindelijk dezelfde avond nog om zes uur. Hij werd begraven op de begraafplaats van Brussel in Evere. In 1999 werd ter ere van Karel Buls een fontein opgezet op de Grasmarkt in Brussel, waar de juwelierszaak van zijn vader stond.

## Publicaties
- Esthétique des villes, 1893
- De geestesontwikkeling van België, 1906
- Le vieux Bruxelles: évolution esthétique. L'évolution du pignon à Bruxelles, 1908
- Le vieux Bruxelles: préface-programme, 1908
- Les anciennes gildes et corporations, 1876
- Croquis congolais, 1899
- Croquis siamois, récit de voyage illustré, 1901
- L'esthétique de Rome, 1903